# True Beauty
True Beauty (Hangul: 여신강림; Hanja: 女神降臨; RR: Yeosin-gangnim) és una sèrie de televisió sud-coreana del 2020 protagonitzada per Moon Ga-young, Txa Eun-vu (conegut com Cha Eun-Woo), Hwang In-yeop i Park Yoo-na. Basada en un webtoon del mateix nom, aquesta sèrie explica la història d’una noia de secundària amb un complex d’inferioritat pel que fa al seu aspecte, d’un noi de secundària amb un passat fosc i de com creixen la parella quan es troben. Es va estrenar a tvN el 9 de desembre de 2020 i s’emet cada dimecres i dijous a les 22:30 (KST). Està disponible per transmetre’s a través de Viu i Rakuten Viki fora de Corea del Sud.